# Transpaís Único
Transpaís Único S.A. de C.V. es una empresa mexicana dedicada al servicio de transporte de pasajeros y renta de autobuses para turismo. Actualmente tiene rutas en los estados de Tamaulipas (principalmente), Nuevo León y San Luis Potosí. Sus oficinas centrales se sitúan en Ciudad Victoria capital del estado de Tamaulipas, contando además con terminales de mediano tamaño en varias ciudades.

## Historia
Fundada  en 1930 en Ciudad Mante, nombrada como "Transportes Azules "el Sr. Don Abelardo Osuna Osuna tuvo la idea de crear una línea de autotransporte que satisficiera a la región cañera del sur de tamaulipas y junto con algunos inversionistas fundaron la empresa Autotransportes Mante, actualmente denominada Transpaís. En ese entonces solo contaba con seis unidades que cubrían la ruta desde Valles a Ciudad Mante y Victoria, hoy en día cuenta con más de 500 autobuses y las rutas se han extendido desde Ciudad Mante hasta Monterrey y de Reynosa hasta Tampico.
En el año de 1964 adquirió la empresa denominada “Líneas Unidas Mante-Xicoténcatl” que brinda servicio a ciudades y comunidades de pequeño a mediano tamaño cercanas a dichos municipios, la cual ha crecido enormemente en calidad y servicios que ofrece a sus usuarios, hasta la fecha cuenta con más de 100 unidades tanto autobuses como combis.
En 1967 compra los activos de la empresa "Galgos del Bernal" que ofrece rutas entre Tampico, Mante, Aldama y Xicoténcatl. Esta empresa pasó de ser Cooperativa a Sociedad Anónima y se sumó a la cartera de marcas de Autotransportes Mante.
Entre los años de 1977 y 1980, se adquieren varias empresas de transporte suburbano entre las ciudades de Tampico, Madero y Altamira, denominada en ese entonces como "Transporte Tampico, Altamira y Cuauhtémoc S.A." y "Transportes Cervantes S.A.". Actualmente llevan por nombre: "Transportes Urban Tampico".

## Inbox
Inbox es una empresa mexicana de paquetería y envíos subsidiaria de Transpais, la cual entra en funcionamiento en el año de 1930 utilizando las rutas existentes de la línea de autobuses para mejorar la distribución de sus envíos, además tienen un acuerdo con UPS para ofrecer servicio internacional.